# Norbello
Norbello ist eine italienische Gemeinde (comune) mit 1121 Einwohnern (Stand 31. Dezember 2023) in der Provinz Oristano auf Sardinien. Die Gemeinde liegt etwa 32 Kilometer nordöstlich von Oristano und grenzt an die Provinz Nuoro.

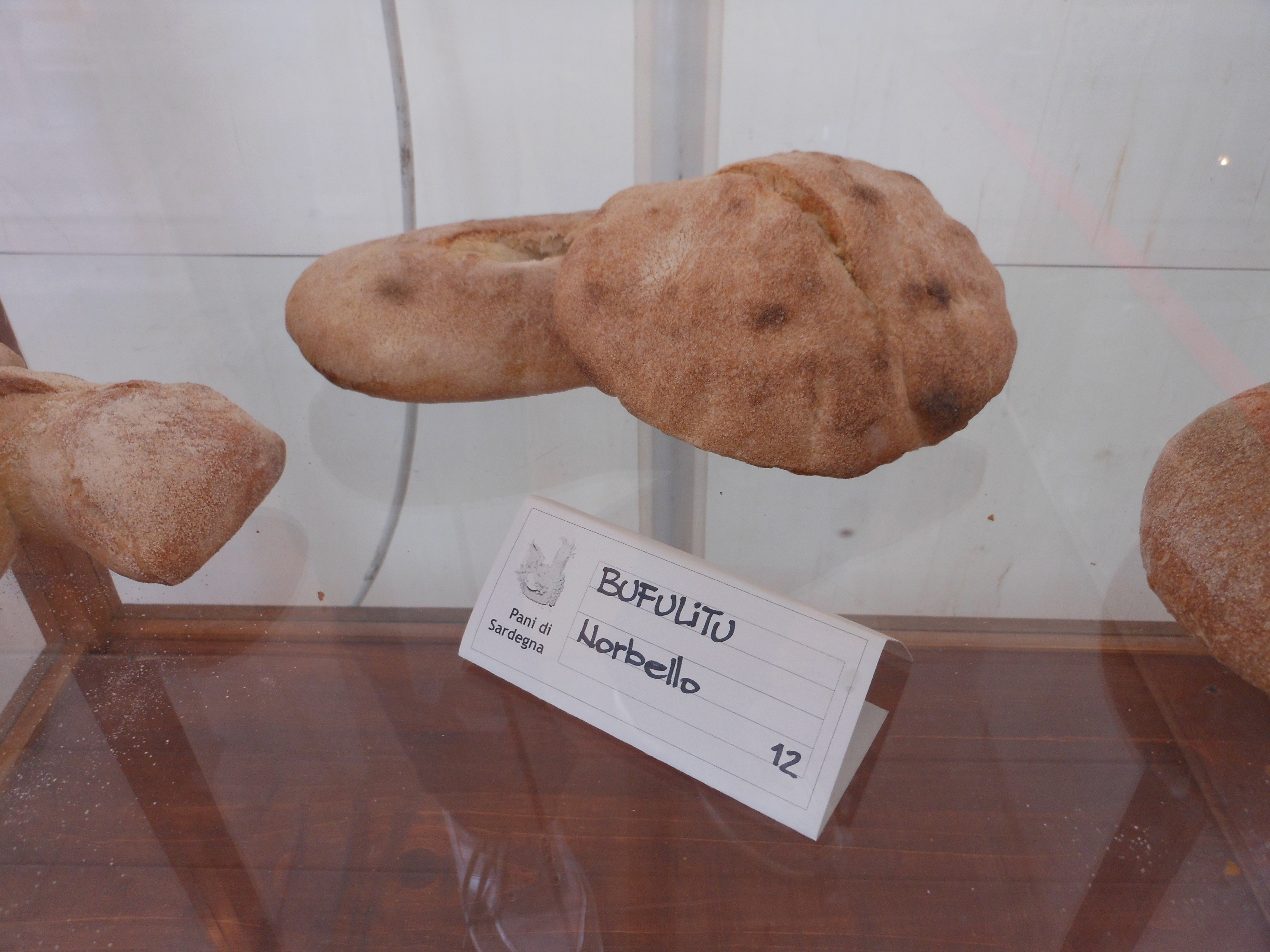
Bufulitu – traditionelles Brot

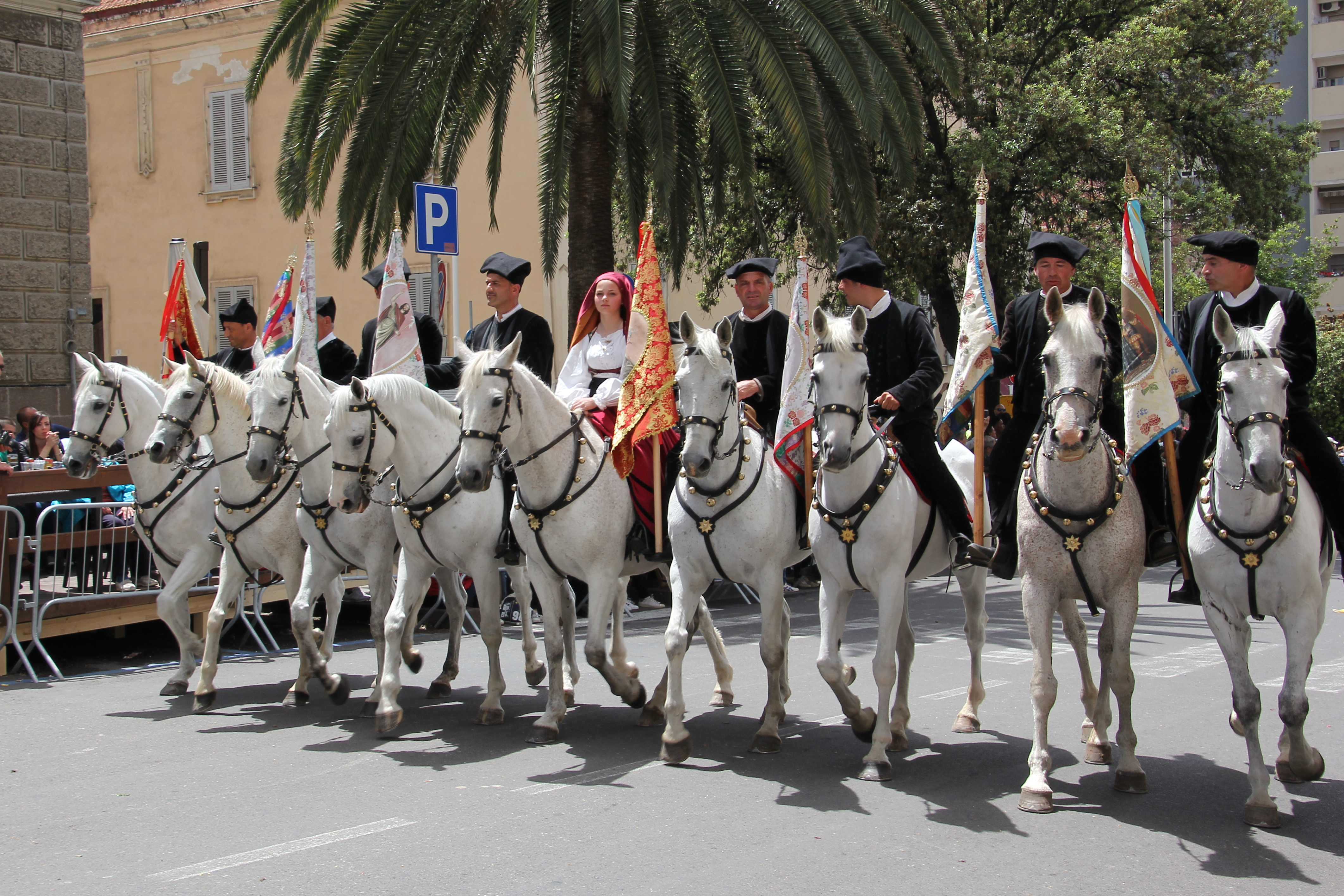
Traditionelle Tracht

## Geschichte
Mehrere Domus de Janas und Nuraghen deuten auf eine sehr frühere Besiedlung hin.

## Verkehr
Durch die Gemeinde führt die Strada Statale 131 Carlo Felice von Cagliari nach Porto Torres.